# Wolfgang Weißmüller
Wolfgang Weißmüller (* 23. November 1950 in Kelheim; † 25. März 2005) war ein deutscher Prähistorischer Archäologe. Er war ein renommierter Experte für das Paläolithikum und die Urgeschichte Bayerns.

## Wissenschaftlicher Werdegang
Wolfgang Weißmüller wuchs in Kelheim (Niederbayern) auf. Nach dem Abitur absolvierte er von 1970 bis 1973 eine Lehre als Industriephotograph. Ab 1974 folgte ein Studium der Ur- und Frühgeschichte, Klassischen Archäologie und Paläontologie an den Universitäten Erlangen, Wien und Freiburg. 1983 wurde er bei Konrad Spindler mit der Arbeit Postmesolithische Funde aus Höhlen und Abris am Beispiel des südlichen Riesrandgebiets an der Universität Erlangen promoviert. Zeitweilig  hatte er in den 1980er Jahren die örtliche Grabungsleitung an der mittelpleistozänen Höhlenruine von Hunas, Lkr. Nürnberger Land. Ab 1984 war er wissenschaftlicher Assistent am Institut für Ur- und Frühgeschichte der Universität Erlangen. Im Jahre 1987 begann er die Arbeit zu den Silexartefakten der Unteren Schichten der Sesselfelsgrotte, womit er sich 1993 in Erlangen habilitierte. Von 1993 bis 1997 war er Oberassistent am Institut für Ur- und Frühgeschichte der Universität Erlangen.
Eine Gedenkschrift zur Würdigung der wissenschaftlichen Leistung von Wolfgang Weißmüller erschien im Jahre 2013 in der Schriftenreihe des Erlanger Instituts für Ur- und Frühgeschichte.

## Schriften (Auswahl)
- Postmesolithische Funde aus Höhlen und Abris am Beispiel des südlichen Riesrandgebiets (= British Archaeological Reports International Series 279)., Oxford 1986.
- Archäologische Verbreitungskarten im südlichen Riesrandgebiet. In: Rieser Kulturtage VI/1, 1986, S. 175–195.
- Eine Freilandfundstelle des mittleren Jungpaläolithikums (Périgrodien-Gravettien) am Südrand der Straubinger Senke bei Salching, Lkr. Straubing-Bogen. In: Quartär 37/38, 1987, S. 109–134. doi:10.7485/QU37_06
- Vorbericht über die Ausgrabung an der neuentdeckten paläolithischen Fundstelle von Regensburg, Florian-Seidl-Straße. In: Archäologisches Korrespondenzblatt 17, 1987, S. 429–436.
- Die graphische Simulation des Kanteneffekts zum besseren Verständnis der Kernpräparation. In: Archäologisches Korrespondenzblatt 21, 1991, S. 173–186.
- Der Silexabbau von Flintsbach-Hardt, Lkr. Deggendorf (D 27). In: Der Anschnitt 45, 1993, S. 170–178.
- Die Silexartefakte der Unteren Schichten der Sesselfelsgrotte. Ein Beitrag zum Problem des Moustérien (= Quartär-Bibliothek 6). 1995.
- Drei Fundstellen mit Blattformen aus dem südostbayerischen Donauraum. Ein Beitrag zur Westausbreitung des Szeletien. In: Quartär 45/46, 1995, S. 99–134. doi:10.7485/QU45_05
- Eine ungewöhnlich reiche Fundstelle des Jungpaläolithikums bei Vilshofen. In: Ausgrabungen und Funde aus Altbayern 1995/96. Katalog des Gäubodenmuseums Straubing Nr. 24.
- Evaluating the Incompleteness of Middle Palaeolithic Silex Inventories. In: Quaternaria Nova 6, 1996, S. 127–148.
- Eine Korrelation der delta 18 O-Ereignisse des grönländischen Festlandeises mit den Interstadialen des atlantischen und des kontinentalen Europas im Zeitraum von 45 bis 18 ka. In: Quartär 47/48, 1997, 51–111.
- Alt- und Mittelsteinzeit am Bayerischen Donaulauf zwischen Lech und Inn – Ein Überblick. In: Karl Schmotz (Hrsg.): Vorträge des 20. Niederbayerischen Archäologentages Verlag M. Leidorf, Rahden/Westf. 2002, S. 165–201.